# Сурвајвор Србија
Сурвајвор Србија је српска верзија међународне ријалити-такмичарске франшизе Сурвајвор из 1997. Српска верзија премијерно је приказана 27. октобра 2008. Андрија Милошевић је био једини водитељ од 1. до 3. сезоне, када му се придружила Маријана Батинић да заједно воде 4. сезону. Од 5. сезоне водитељи су Бојан Перић и Марио Млинарић.
Учесници се такмиче у изазовима, укључујући тестирање физичких способности попут трчања, пливања или њихових менталних способности, попут загонетки и изазова издржљивости. Циљ је да освоје имунитет који их штити од елиминације, али и друге седмичне награде које ће им олакшати живот на острву.
Српска верзија је била веома успешна. Финале прве сезоне оборило је све рекорде гледаности у Србији са 2,2 милиона гледалаца (такође рекорд телевизије Fox). Често се сматра лидером српске ријалити-телевизије јер је био један од првих гледанијих и профитабилнијих ријалити-шоуа на телевизији у Србији, а сматра се и једном од најбољих емисија 2000-их (деценије).
Четврта сезона је произведена у сарадњи са хрватском верзијом, док је емисија престала са приказивањем после њеног завршетка. Године 2021. United Media је најавила ревитализацију емисије, која је такође произведена у сарадњи са хрватском верзијом, а премијерно је приказује Нова од 14. марта 2022.

## Формат и правила
Емисија се састоји од одређеног броја такмичара, који се боре да преживе у немогућим условима природе, без основних средстава за живот. На почетку такмичари су подељени у два племена, која се боре за награде и што је још важније имунитет, који им омогућава боравак на острву макар још три дана. Свака три дана племе које изгуби борбу за имунитет иде на племенски савет где морају да изгласају једног свог члана. Временом племена се стапају у једно уједињено племе и ту почиње самостална борба. Тада се такмичари боре за индивидуалне награде, личне имунитете, као и за дупле или црне гласове које им олакшавају и продужују боравак на острву. На крају остаје троје финалиста, а за победника гласају чланови великог већа, односно такмичари из племена који су изгласани.
Српска верзија се састоји од 22 такмичара, који се боре да преживе 53 дана. То је био случај у прве две сезоне, док је у трећој и четвртој VIP сезонама број такмичара смањен на 16 односно 18, а број дана на 32 односно 37. Пета сезона је имала 25 такмичара и трајала је 72 дана.
Победник осваја награду од 100.000 евра, док је у VIP издању главна награда 50.000 евра, а од пете сезоне 30.000 евра.

## Преглед сезона
Прве четири сезоне приказивала је Прва, док од пете сезоне емисију приказује Нова.
У серији је учествовало 127 такмичара током шест сезона.
| Сезона | Сезона                            | Победник                       | Друго место                   | Треће место      | Четврто место    | Гласови | Бр. такмичара | Бр. дана | Племена                | Место снимања                 | Година емитовања |
| ------ | --------------------------------- | ------------------------------ | ----------------------------- | ---------------- | ---------------- | ------- | ------------- | -------- | ---------------------- | ----------------------------- | ---------------- |
| 1.     | Сурвајвор Србија: Панама          | Немања Павлов                  | Радослав Видојевић            | Едита Јанечка    | /                | 6-3-0   | 22            | 53       | Армада Рока Перла      | Бисерна острва, Панама        | 2008—2009.       |
| 2.     | Сурвајвор Србија: Филипини        | Александар Крајишник           | Теја Лапања                   | Весна Ђоловић    | /                | 6-3-1   | 22            | 53       | Манобо Га ’данг Дивата | Полуострво Карамоан, Филипини | 2009—2010.       |
| 3. ()  | Сурвајвор Србија VIP: Филипини       | Андреј Маричић                 | Тони „Зен” Петковски          | Катарина Вучетић | /                | 8-4-2   | 16            | 32       | Баханди Касуко Путонг  | Полуострво Карамоан, Филипини | 2010—2011.       |
| 4. ()  | Сурвајвор VIP: Костарика             | Владимир „Влада” Вуксановић    | Милан Громилић                | Никола Шоћ       | Себастијан Флајс | 6-5-2-0 | 18            | 37       | Матамбо Борука Сибу    | Корковадо, Костарика          | 2012.            |
| 5.     | Сурвајвор: Доминиканска Република | Стефан Невистић Невена Блануша | Милица Дабовић Горан Шпалета  | /                | /                | /       | 25            | 72       | Црвени Плави           | Доминиканска Република        | 2022.            |
| 6.     | Сурвајвор: Доминиканска Република | Наташа Кондић Антониа Ивић     | Ања Андрејић Денис Свиличић   | /                | /                | /       | 24            | 72       | Црвени Плави           | Доминиканска Република        | 2023.            |
| 7.     | Сурвајвор: Доминиканска Република | Тијана Јеремић Лука Римац      | Стефан Арсић Михаела Павловић | /                | /                | /       | 20            | 90       | Црвени Плави           | Доминиканска Република        | 2024.            |
| 8.     | Сурвајвор: Доминиканска Република | Урош Чича Луциано Плазибат     | Ксенија Бајић Лара Заворовић  | /                | /                | /       | 28            | 50       | Зелени Жути            | Доминиканска Република        | 2025.            |